# Karangtengah (Kembaran)
Karangtengah is een bestuurslaag in het regentschap Banyumas van de provincie Midden-Java, Indonesië. Karangtengah telt 2567 inwoners (volkstelling 2010).